# ドルバダーン城
ドルバダーン城（ドルバダーンじょう、英: Dolbadarn Castle）は、イギリスのウェールズにある城である。

## 概要
北ウェールズのグウィネズ州のスランベリス (en:Llanberis) にある。ドルバダーン城は、ウェールズ北部のグウィネズの首長を務めたルウェリン・アプ・ヨーワース (en:Llywelyn the Great) の命令により、カステル・イ・ベレ城 (en:Castell y Bere)、ドルウィゼラン城 (en:Dolwyddelan Castle) とともに造られた。

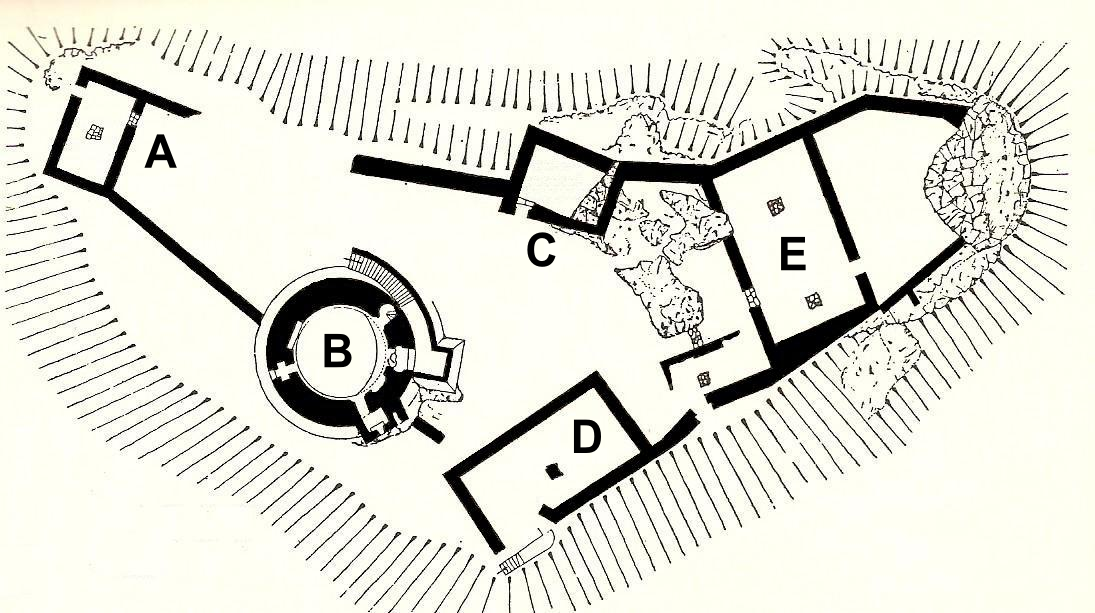
設計図

ドルバダーン城の主な建造目的は、ウェールズの主要な道路であった、スノードニアのグリデールズ山塊 (en:Glyderau) とスノードン山の間にあるスランベリスの峠道 (en:Llanberis Pass) を防御することであった。また城は、その地域の経済にとって重要な存在であった牛の牧草地を守る役割も担っていた。ドルバダーン城は、高さおよそ 15.2 メートルの円柱形の塔をもっており、この塔は、イングランドとの国境付近にいたルウェリンのライバルの城にヒントを得て設計されたと考えられている。

## 由来
建造年代は、1220年代である。1246年にダフィズ・アプ・ルウェリン (en:Dafydd ap Llywelyn) が死去すると、彼の甥に当たるオワイン・ゴッホ・アプ・グリフィズ (en:Owain Goch ap Gruffydd)、ルウェリン・アプ・グリフィズ (en:Llywelyn ap Gruffudd)、ダフィズ・アプ・グリフィズ (en:Dafydd ap Gruffydd) の3人は権力闘争を行った。ルウェリン・アプ・グリフィズが勝利を収めた一方で、オワインは1255年から1277年にかけて、ドルバダーン城の塔の中に幽閉された。